# Кадук сіроволий
Кадук сіроволий (Epinecrophylla spodionota) — вид горобцеподібних птахів родини сорокушових (Thamnophilidae). Мешкає в Андах.

## Підвиди
Виділяють два підвиди:
- E. s. spodionota (Sclater, PL & Salvin, 1880) — східні схили Анд на півдні Колумбії, в Еквадорі і північному Перу (Амазонас на південь до Мараньйону);
- E. s. sororia (Berlepsch & Stolzmann, 1894) — східні схили Анд в Перу (від Сан-Мартіна до Мадре-де-Дьйоса).

## Поширення і екологія
Сіроволі кадуки мешкають в Колумбії, Еквадорі і Перу. Вони живуть в підліску вологих гірських і рівнинних тропічних лісів, зустрічаються на висоті від 500 до 1425 м над рівнем моря, місцями на висоті до 1600 м над рівнем моря. Живляться комахами і павуками.